# O'Brien Trophy

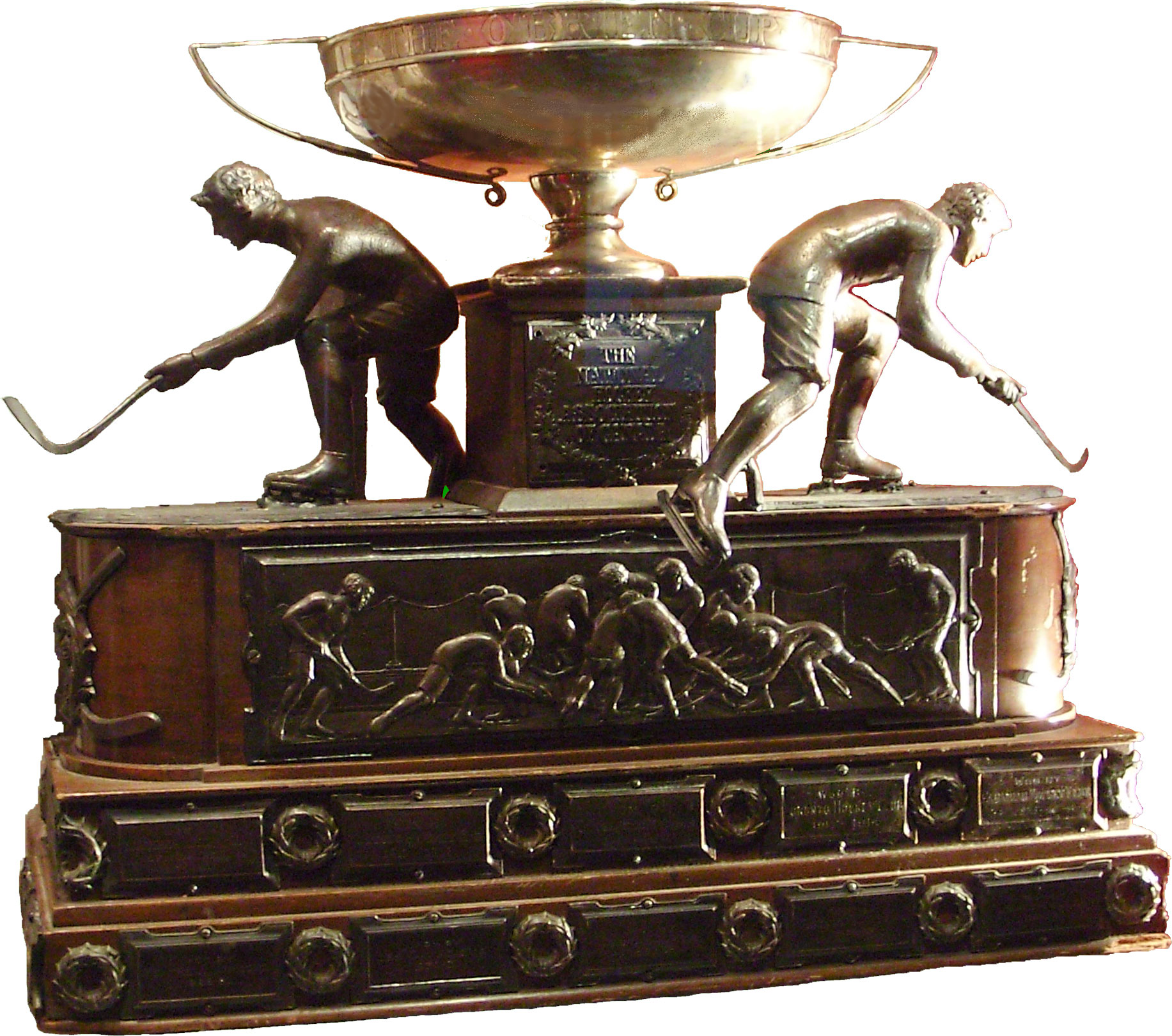
O'Brien Trophy

O'Brien Trophy nebo také O'Brien Cup byla trofej udělovaná National Hockey Association a National Hockey League v letech 1910 až 1950. Do NHA trofej daroval kanadský senátor Michael John O'Brien (1851–1940) na počest jeho syna Ambrose O'Briena (1885–1968). Je vyrobena ze stříbra vytěženého v O'Brienově dole.
V letech 1910–1917 byla udělována vítězi NHA. Po přechodu do NHL byla udělována vítězi play-off, v roce 1923 byla udělena naposledy. Od roku 1927 se opět udělovala vítězi kanadské divize. V letech 1939–1950 poraženému finalistovi.

## Vítězové

### NHA 1910-1917
- 1910 Montreal Wanderers
- 1911 Ottawa Senators
- 1911–12 Quebec Bulldogs
- 1912–13 Quebec Bulldogs
- 1913–14 Toronto Blueshirts
- 1914–15 Ottawa Senators
- 1915–16 Montreal Canadiens
- 1916–17 Montreal Canadiens

### NHL 1918-1923
- 1917–18 Toronto
- 1918–19 Montreal Canadiens
- 1919–20 Ottawa Senators
- 1920–21 Ottawa Senators
- 1921–22 Toronto St. Patricks
- 1922–23 Ottawa Senators

### NHL 1927-1938
- 1927–28 Toronto Maple Leafs
- 1928–29 Montreal Canadiens
- 1929–30 Montreal Maroons
- 1930–31 Montreal Canadiens
- 1931–32 Montreal Canadiens
- 1932–33 Toronto Maple Leafs
- 1933–34 Toronto Maple Leafs
- 1934–35 Toronto Maple Leafs
- 1935–36 Montreal Maroons
- 1936–37 Montreal Canadiens
- 1937–38 Toronto Maple Leafs

### NHL 1939-1950
- 1938–39 Toronto Maple Leafs
- 1939–40 Toronto Maple Leafs
- 1940–41 Detroit Red Wings
- 1941–42 Detroit Red Wings
- 1942–43 Boston Bruins
- 1943–44 Chicago Blackhawks
- 1944–45 Detroit Red Wings
- 1945–46 Boston Bruins
- 1946–47 Montreal Canadiens
- 1947–48 Detroit Red Wings
- 1948–49 Detroit Red Wings
- 1949–50 New York Rangers